# Brestaka, Sofia
Brestaka (în bulgară Брестака) este un sat în comuna Mirkovo, regiunea Sofia,  Bulgaria. 

## Demografie
Componența etnică a satului Brestaka
     Bulgari (100%)
     Nicio identificare (0%)
     Altele (0%)
La recensământul din 2011, populația satului Brestaka era de 17 locuitori. Din punct de vedere etnic, toți locuitorii erau bulgari.